# Yōhei Sasakawa
 (août 2016).
Si vous disposez d'ouvrages ou d'articles de référence ou si vous connaissez des sites web de qualité traitant du thème abordé ici, merci de compléter l'article en donnant les références utiles à sa vérifiabilité et en les liant à la section « Notes et références ».
Yōhei Sasakawa (笹川 陽平, Sasakawa Yōhei) (né le 8 janvier 1939) est président de la Fondation Nippon, ambassadeur de bonne volonté de l’Organisation mondiale de la santé (OMS) pour l’élimination de la lèpre, ambassadeur de bonne volonté pour les droits de l'homme des personnes atteintes de la lèpre (nommé par le ministre des Affaires Étrangères japonais). 
Yohei Sasakawa est proche de l'extrême-droite japonaise, notamment des milieux nationalistes et révisionnistes. Il est le fils de Ryōichi Sasakawa, ancien criminel de guerre, politicien proche de la secte Moon et de la mafia japonaise, classé à l'extrême-droite.

## Biographie
Après avoir été président de la Fédération nationale des courses motonautiques, administrateur général de la Fondation de recherche sur les politiques océanographiques, Yohei Sasakawa est nommé président de la Fondation Nippon en juillet 2005.

### Activités pour le contrôle de la lèpre
Il dirige et diffuse une revue internationale Guérir la lèpre. Depuis mai 2001, il est Ambassadeur de bonne volonté pour l’élimination de la lèpre à l'OMS.
Dans les années 1990, la diffusion de la méthode de traitement appelée TMM (thérapeutique multi-médicaments) a contribué à la diminution considérable du nombre de malades dans le monde. Mais même une fois guéries, les personnes atteintes et leurs familles, soumises aux préjugés du public, continuent à souffrir de la discrimination, au travail et pour l'éducation des enfants. Yohei Sasakawa pense qu’il ne s'agit pas seulement de traiter l’aspect médical de la maladie, et propose de considérer la situation comme un problème social impliquant un problème complexe de droits de l'homme. En juillet 2003, il s'est rendu au bureau des hauts-commissaires des droits de l'homme des Nations unies, et pour la première fois, a demandé à la Commission des droits de l'homme des Nations unies de considérer ce problème. En réponse, en juin 2008, le Conseil des droits de l'homme des Nations unies a adopté à l'unanimité une décision demandant l'abolition de la discrimination due à la lèpre, proposée conjointement par le gouvernement japonais et 58 autres pays. 
Ces activités de contrôle de la lèpre sur la scène internationale ont été récompensées par le « Prix de la coopération internationale Yomiuri » du Journal Yomiuri Shimbun en 2004, et le « Prix international Gandhi » en Inde en 2007. Nommé Ambassadeur de bonne volonté pour les droits de l'homme des malades de la lèpre, Yohei Sasakawa s'occupe aussi de diplomatie concernant les droits de l'homme en tant que représentant du gouvernement japonais.

### Problèmes maritimes
Yohei Sasakawa a proposé la création d'un nouveau fonds alloué à la prise en charge des frais nécessaires pour assurer la sécurité dans le Détroit de Malacca, une des voies maritimes mondiales les plus chargées. Rejetant le concept de « l'utilisation de la mer est gratuite », le concept s'appuyant sur le droit de passage inoffensif, il considère que, compte tenu de la situation internationale actuelle, il est nécessaire que les utilisateurs prennent en charge les coûts liés à l’opération.
Actuellement, il écrit régulièrement un éditorial intitulé Seiron (littéralement « raisonnement solide ») pour le journal d'extrême-droite Sankei Shimbun, et une chronique dans le magazine Fuji Sankei Business Eye.

## Distinctions
- 2007 Prix international Gandhi (Inde)
- 2006 Médaille nationale de la république du Mali pour étrangers (médaille de commandeur)
- 2004 Prix Yomiuri pour la coopération internationale (Journal Yomiuri Shimbun)
- 2001 Prix d'honneur commémoratif du président Havel (République tchèque)
- 2000 Médaille d'honneur Ménerbes (France)
- 2000 Prix International Green Pen des journalistes de l'Environnement Asie-Pacifique
- 2000 Prix de Grand Officier (Roumanie)
- 1998 Prix d'or de la ‘Santé pour tous’ de l'OMS (Organisation mondiale pour la santé)